# Crockham Hill
Crockham Hill – wieś w Anglii, w hrabstwie Kent, w dystrykcie Sevenoaks. Leży 33 km na zachód od miasta Maidstone i 33 km na południowy wschód od centrum Londynu.